# Chevrolet Lumina
Chevrolet Lumina — середньорозмірні автомобілі, що виготовлялися американською автомобільною компанією Chevrolet концерну General Motors з 1989 по 2001 рік. Автомобіль з початку 1989 року по весну 2001 року виготовлявся в Ошаві (Канада) і замінив Chevrolet Celebrity та Chevrolet Monte Carlo.
В США модель Lumina була доступна в двох різних варіантах, що спочатку призводило до деякої плутанини серед покупців. Крім седана під назвою Lumina пропонувався мінівен Lumina APV.
Остання модель була виготовлена в Австралії дочірньою компанією GM Holden і була запропонована лише на кількох ринках.

## Перше покоління (1989-1994)

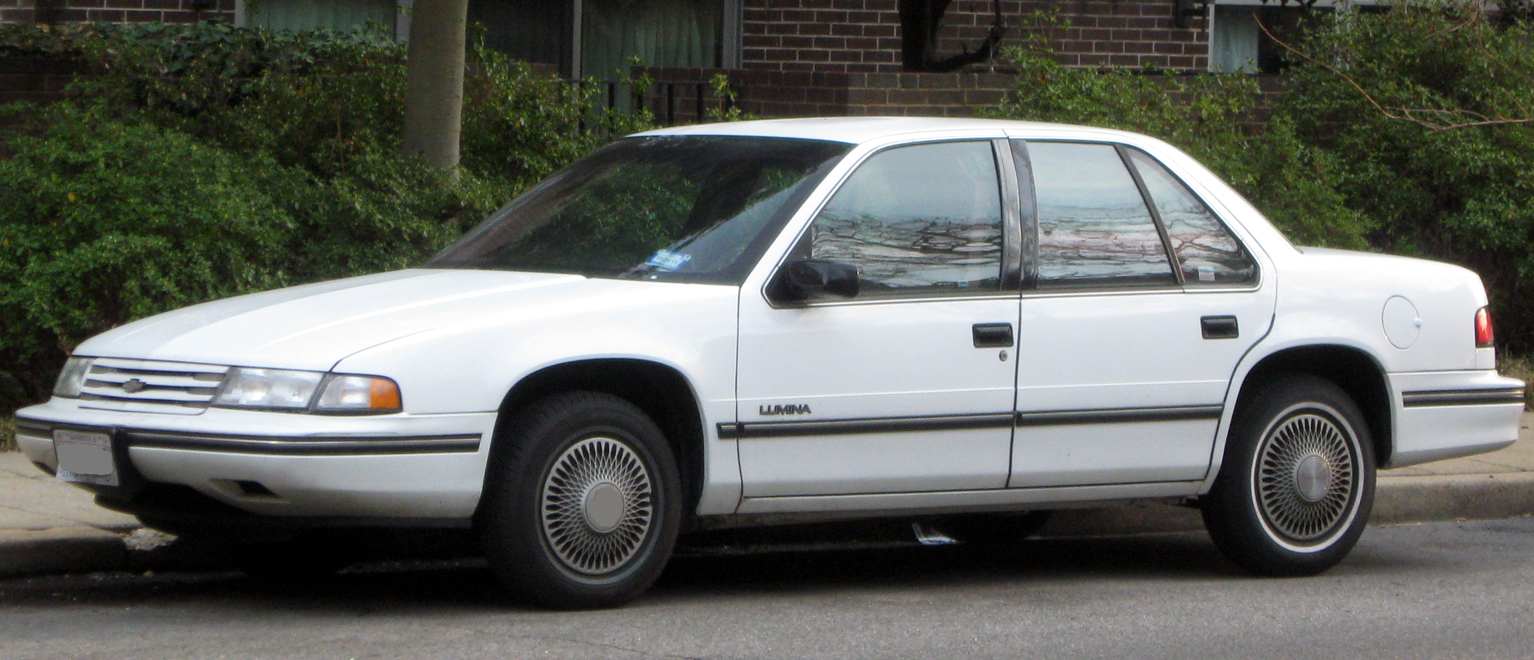
Chevrolet Lumina I (1989-1994)

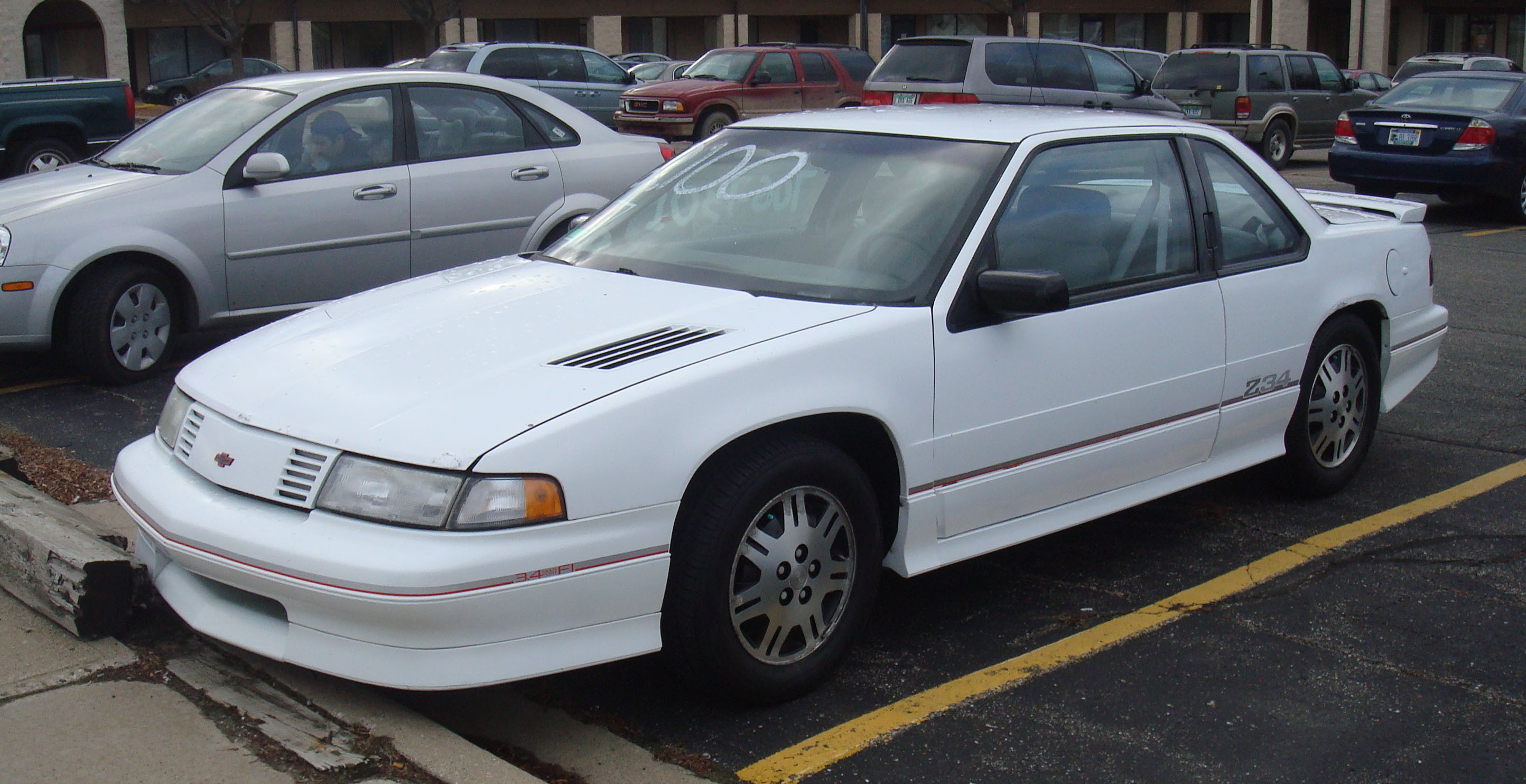
Chevrolet Lumina купе (1989-1994)

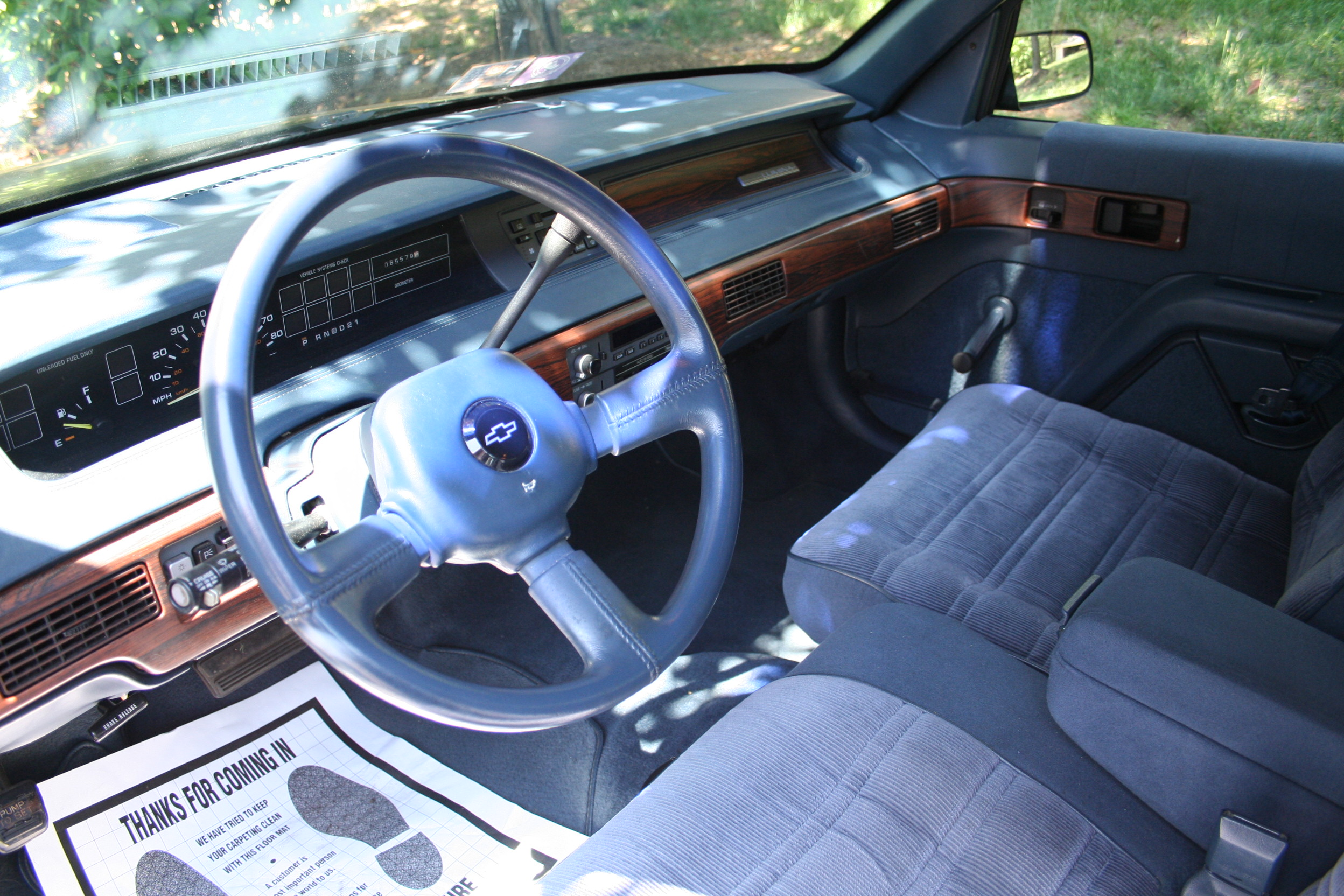

Північноамериканський Chevrolet Lumina базувався на платформі середнього розміру GM10, яка була спільною з Pontiac Grand Prix, Oldsmobile Cutlass Supreme та Buick Regal. Незважаючи на те, що Lumina стала популярним автомобілем, GM широко критикували в автомобільній пресі за те, що вона запізнилася з представленням прямого конкурента Ford Taurus, який дебютував раніше. Назва «Lumina» розглядалася Фордом на етапі підготовки до виробництва Taurus. Обидва стилі кузова були доступні в базовій і спортивній комплектації Euro, яка стала наступником Celebrity Eurosport.
Подушки безпеки ще не були доступні на момент представлення, тому ремені безпеки були встановлені в передніх дверях як «пасивні засоби безпеки». Ці ремені були з’єднані з верхньою та нижньою частинами передніх дверей і могли залишатися замкненими, дозволяючи переднім пасажирам входити та виходити з автомобіля, не знімаючи їх. Технічно це відповідало нормам уряду США щодо вимог пасивної безпеки пасажирів. GM сильно критикували за відсутність подушок безпеки в Lumina, до 1993 року Ford Taurus, Honda Accord і Toyota Camry були оснащені принаймні однією передньою подушкою безпеки.
Купе та седан були встановлені з передніми стійками McPherson, тоді як задня підвіска використовувала стійки Chapman та поперечно встановлену склопластикову ресору, запозичуючи підхід, використаний у задній підвісці Chevrolet Corvette (C4).
Виробництво першого покоління Chevrolet Lumina припинилося в серпні 1994 року, що зробило це покоління автомобілів GM10, що випускалося найкоротше.

### Двигуни
- 2.2 л LN2 I4
- 2.5 л Iron Duke I4
- 3.1 л LH0 V6
- 3.4 л LQ1 V6

### Виробництво
| Рік    | Sedans  | Coupes  | Sedan LQ1 | Coupe LQ1 (Z34) |
| ------ | ------- | ------- | --------- | --------------- |
| 1990   | 278,311 | 45,783  | N/A       | N/A             |
| 1991   | 157,782 | 34,495  | N/A       | 8,936           |
| 1992   | 188,557 | 33,490  | 5,623     | 13,016          |
| 1993   | 200,842 | 29,916  | 3,489     | 12,323          |
| 1994   | 75,753  | 10,866  | 1,234     | 4,478           |
| Всього | 901,245 | 154,550 |           |                 |

## Друге покоління (1994-2001)

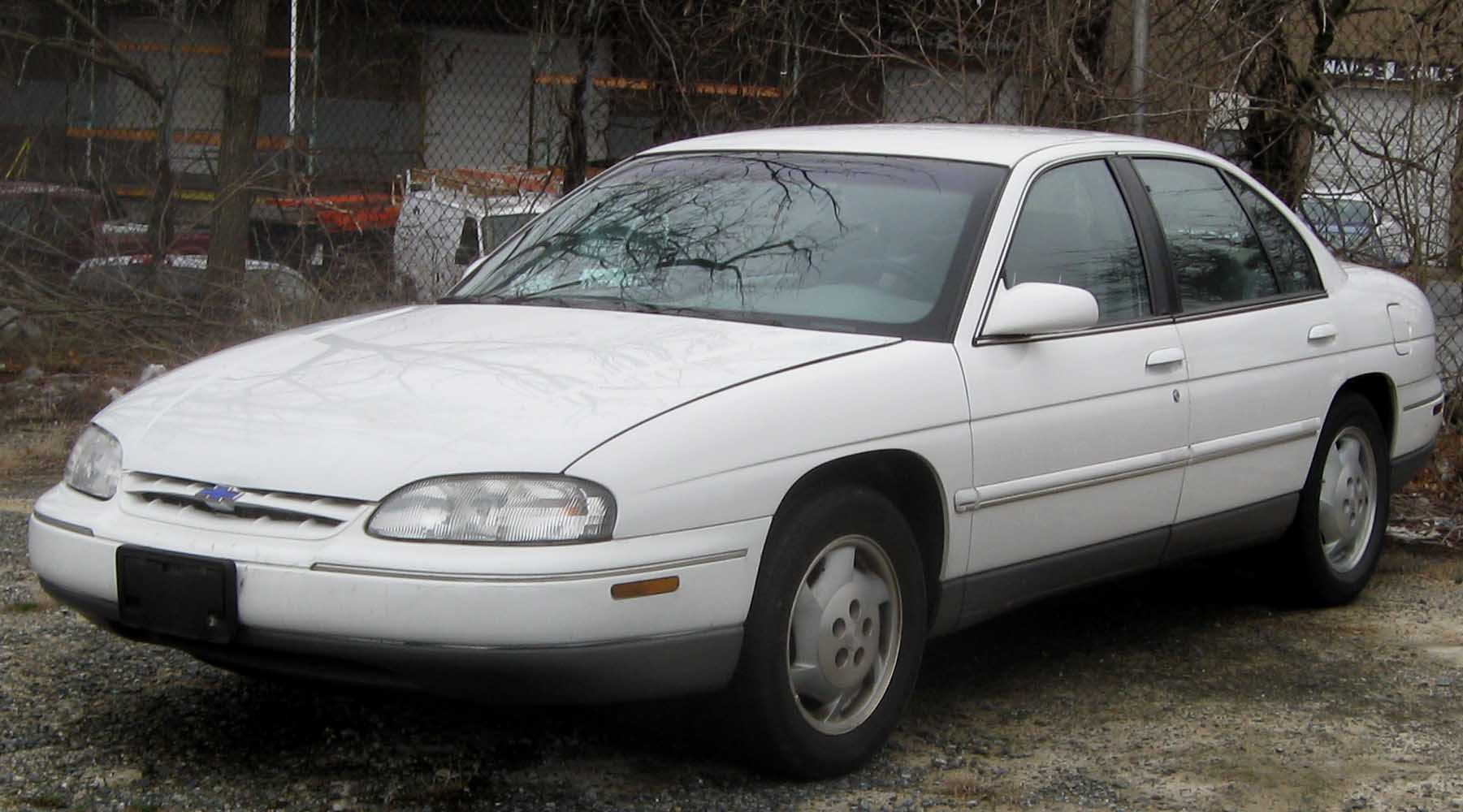
Chevrolet Lumina II (1994-2001)

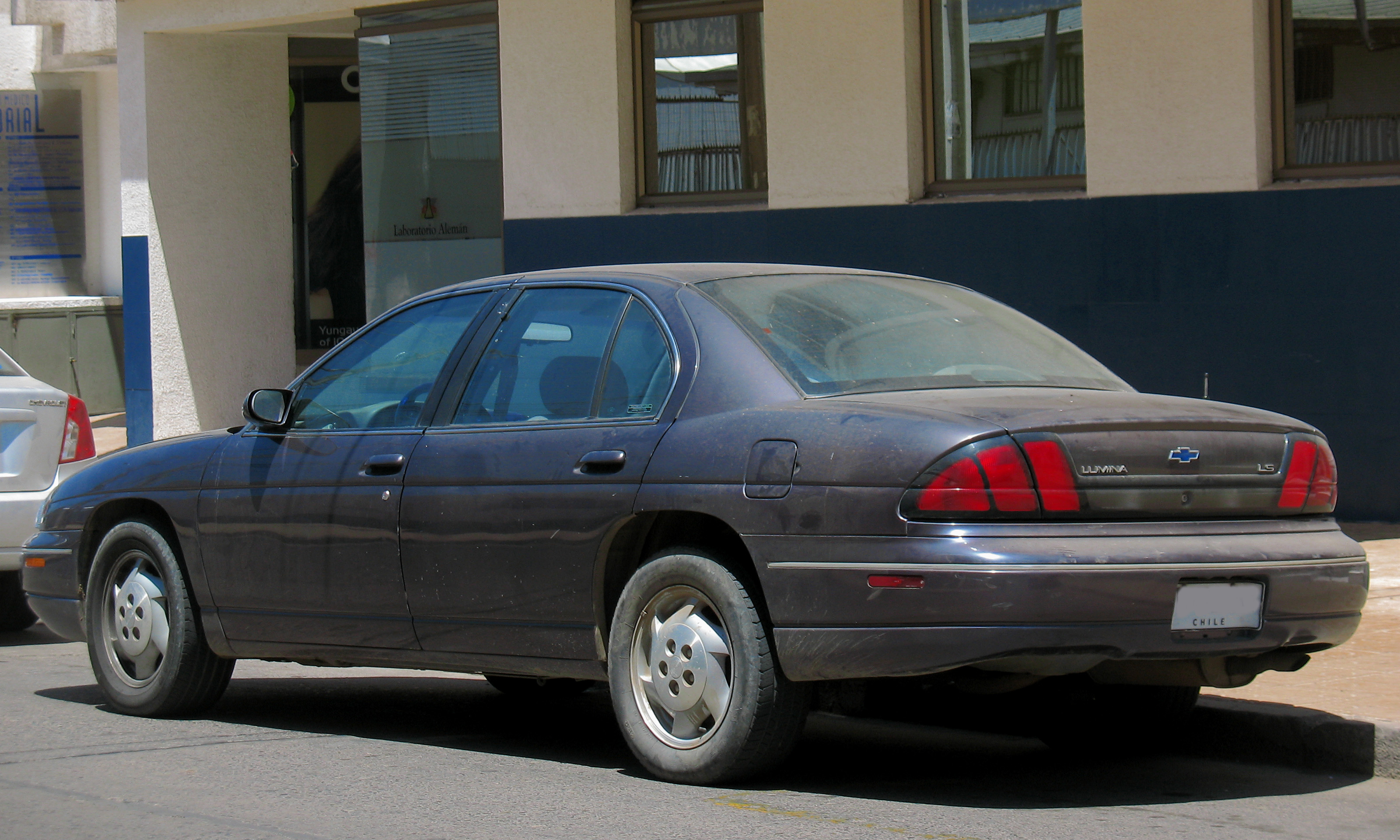

General Motors розпочала розробку оновленої Lumina у 1989 році під керівництвом головного інженера Норма Шоллера, запланованої на кінець 1992 року. До 1991 року був затверджений остаточний дизайн кузова. Зрештою розробка зайняла більше часу, ніж планувалося, що призвело до затримки запуску на 18 місяців. Перероблена Lumina була представлена на автосалоні в Лос-Анджелесі в січні 1994 року як модель 1995 року. Lumina 1995 року отримала округлений кузов, збільшивши його розміри, а також оновлений інтер'єр. На відміну від інших побратимів на платформі W, Lumina зберегла шасі першого покоління. На зміну дводверному купе Lumina прийшов відроджений Monte Carlo. Від LH0 V6 відмовилися на користь L82 V6, відомого як 3100 SFI; останній двигун виробляв на 20 кінських сил більше з того самого робочого об’єму завдяки переглянутому впускному колектору та головкам циліндрів.

### Двигуни
- 3.1 л L82 V6
- 3.1 л LG8 V6
- 3.4 л LQ1 V6
- 3.8 л L36 V6

### Виробництво
| Рік    | Всього    | LQ1    | L36    |
| ------ | --------- | ------ | ------ |
| 1995   | 264,688   | 15,998 | N/A    |
| 1996   | 224,553   | 2,054  | N/A    |
| 1997   | 234,626   | 7      | N/A    |
| 1998   | 208,627   | N/A    | 16,679 |
| 1999   | 139,098   | N/A    | 13,869 |
| 2000   | 37,493    | N/A    | N/A    |
| 2001   | 42,803    | N/A    | N/A    |
| Всього | 1,151,888 |        |        |